# Лимбажи

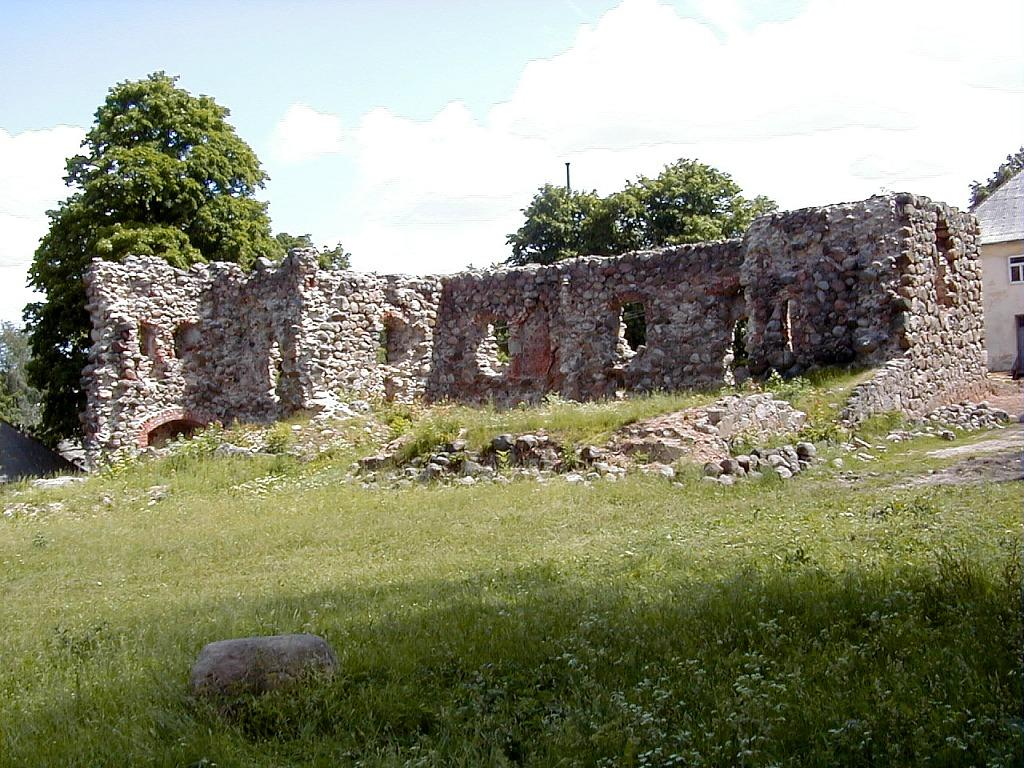
Руины замка

Ли́мбажи (латыш. Limbažiо файле, до 1917 года — Ле́мзаль, нем. Lemsal) — город на севере Латвии, административный центр Лимбажского края. Известен с 1223 года.

## Происхождение названия
Старейшее известное название города — Лебселе или Лемеселе — в переводе с ливского означает «обширный остров в лесистом болоте». Появление финали «aži» свойственно при передаче на латышский язык ливских топонимов в Видземе (к примеру, Айнажи, Пабажи, Аллажи, Ропажи и другие).

## История города
В древние времена на месте нынешнего города находилось ливское поселение. В начале XIII века тевтонские рыцари разрушили его, а затем построили замок Лемзаль.

### Средневековый город
До начала XVI века Лемзаль мог быть достигнут морским путём судами, проходящими вверх по течению полноводной реки Светупе. Корабли, приходившие из Любека и Копенгагена, торговали мёдом, воском, лесом, зерном, мехом. Каждый год в Лемзале проводилось, по крайней мере, три ярмарки, во время которых городок мог принять до 20 000 человек одновременно. В городе была устроена резиденция рижского епископа.
Однако со временем Светупе обмельчала, и Лемзаль пришёл в упадок. Во время Ливонской войны в 1558 году русская армия сожгла город, а его жители бежали в окрестные леса и болота. Повторно город был сожжён шведами в 1567 году и снова русскими в 1575 году. В 1602 году шведы и поляки в очередной раз боролись за город, полностью разрушив его укрепления и стены. К концу войны в городе оставалось лишь три уцелевших дома и несколько жителей.

### XVIII и XIX века
Во время Северной войны Лифляндия (нынешняя Видземе) была разорена русской армией. Но как гласит легенда, в поисках Лемзаля русская армия потерялась в густом тумане и не нашла этот город, и он остался невредимым.
Пожар 1747 года вновь уничтожил город почти до основания. В XIX веке начался устойчивый рост и развитие города. В 1821 году здесь было 674 жителя, а к 1900 году — около 2000. В конце XIX века была устроена первая городская библиотека, открылись несколько издательств.

### XX век
После Первой мировой войны Лимбажи (бывший Лемзаль) продолжает расти. Железнодорожная линия до Риги была открыта в 1934 году, а 50-местный госпиталь — в 1936 году. В советские времена население выросло до 8000 человек; после 1960 года было построено много пятиэтажных домов. На заводе «Сельхозтехника» стали изготавливать сельскохозяйственную технику.

## Демография
В 2020 году, по данным Центрального статистического управления Латвии, численность населения города составляла 6957 человек. Доля населения старше 65 лет в структуре населения города — 22,4 % населения (1555 человек), а доля населения младше 14 лет — 15,1 % (1048 человек).
|           | 1385 | 1622 | 1773 | 1800 | 1840 | 1863 | 1881 | 1897 | 1914 | 1920 | 1925 | 1930 | 1943 | 1959 | 1970 | 1979 | 1989 | 1997 | 2004 | 2020 |
| --------- | ---- | ---- | ---- | ---- | ---- | ---- | ---- | ---- | ---- | ---- | ---- | ---- | ---- | ---- | ---- | ---- | ---- | ---- | ---- | ---- |
| Население | 600  | 12   | 549  | 600  | 877  | 1134 | 1814 | 2412 | 4700 | 2501 | 3085 | 2935 | 2806 | 4823 | 5791 | 8257 | 9985 | 9522 | 8934 | 6957 |

## Известные уроженцы, жители
Дайнис Гаранчс (род. 1969) — латвийский дипломат. Посол Латвии в Азербайджане (c 2019).

## Достопримечательности

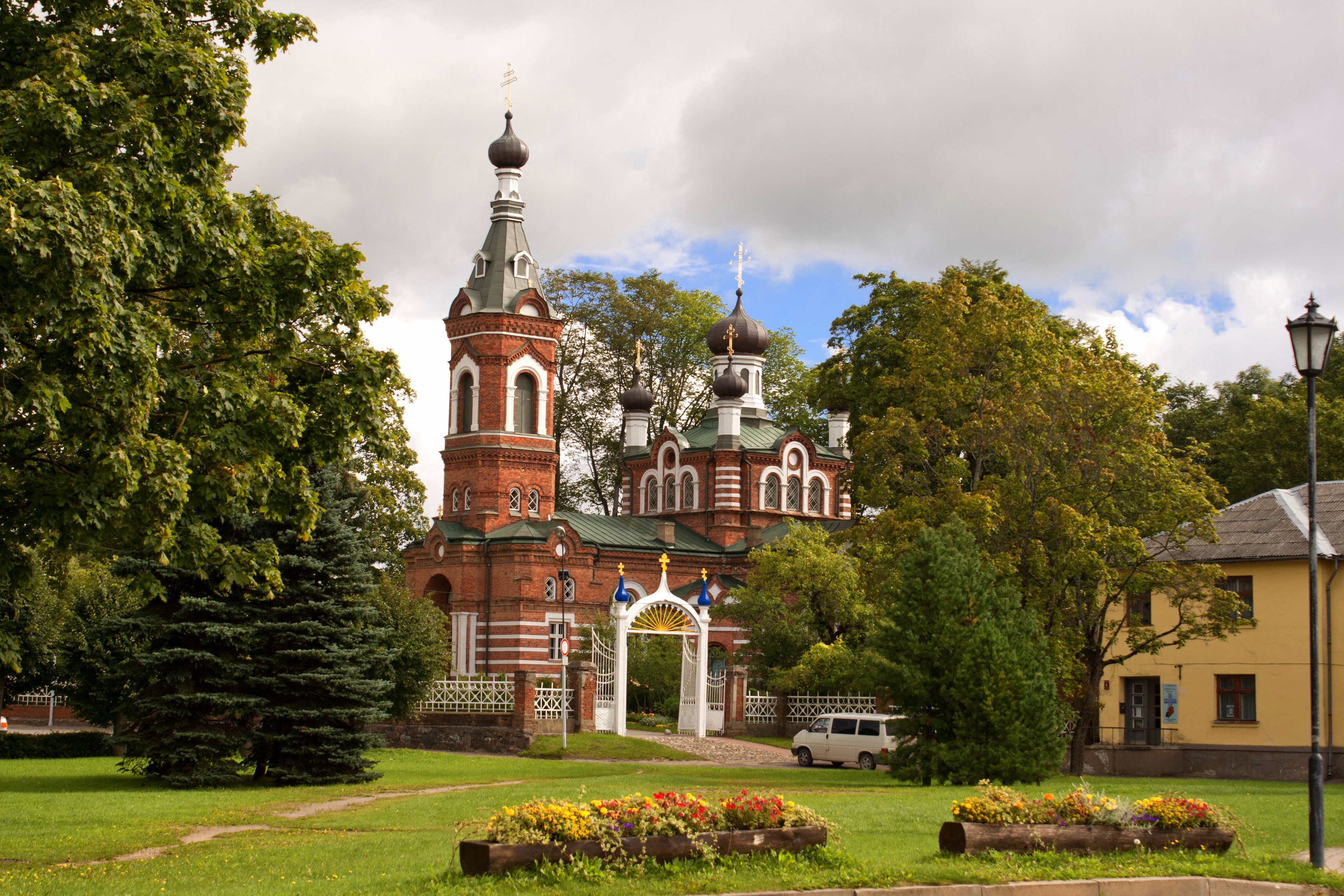
Православная церковь Преображения Господня

- Старый город с остатками городской стены
- Руины замка архиепископа
- Музей истории
- Ливонское городище
- Лютеранская церковь
- Православная церковь Преображения Господня
- Могила и памятник Карлиса Бауманиса
- Озеро Лиелезерс
- Национальный олимпийский центр подготовки к плаванию на каноэ

## Экономика
Главные отрасли народного хозяйства — торговля, переработка продукции сельского хозяйства и производство продуктов питания, деревообработка и ремесленничество. Лимбажи известны в Латвии хлебом и молочными изделиями, предприятиями по деревообработке, производством шерстяных и льняных текстильных изделий.

## Транспорт

### Автодороги
Через Лимбажи проходит региональная автодорога P11 Коцены — Лимбажи — Туя. К городу подходят региональные автодороги P9 Рагана — Лимбажи, P12 Лимбажи — Салацгрива и P13 Лимбажи — Алоя.
Среди местных автодорог значима трасса V135 Дучи — Лимбажи.

### Междугородное автобусное сообщение
Основные маршруты: Лимбажи — Рагана — Рига; Лимбажи — Саулкрасты — Рига; Лимбажи — Сигулда; Лимбажи — Алоя — Айнажи; Лимбажи — Салацгрива — Айнажи; Лимбажи — Цесис; Лимбажи — Валмиера.

### Железнодорожное сообщение
До 1999 года до города Лимбажи курсировали пассажирские поезда. Далее до 1996 года на Алою, Руйиену и Ипики следовал ежедневный пассажирский дизель-поезд. В советское время также ходил поезд Рига — Пярну — Таллин. Пассажиропоток стремительно падал, поэтому этот маршрут пришлось закрыть, а в 2007 году ветку Скулте — Пярну полностью демонтировали. Здание бывшего железнодорожного вокзала используется в качестве автовокзала.

## Города-побратимы[7]
- Анклам, Германия.
- Паневежский район, Литва.
- Санде, Норвегия.
- Клиппан[швед.], Швеция.
- Лунинецкий район, Беларусь (отношения прекращены).
- Волхов, Россия (отношения прекращены).

## Известные уроженцы
- Берзиньш, Янис — латвийский баскетболист, лёгкий форвард.
- Ванзович, Имант — советский и латвийский певец.
- Калныньш, Янис — латвийский хоккеист, вратарь.
- Мейерс, Виестур — латвийский шахматист, гроссмейстер.
- Савинов, Марцис — латвийский футболист, защитник.
- Финк, Эйжен — латышский прорицатель.